# Razzie Awards 2008

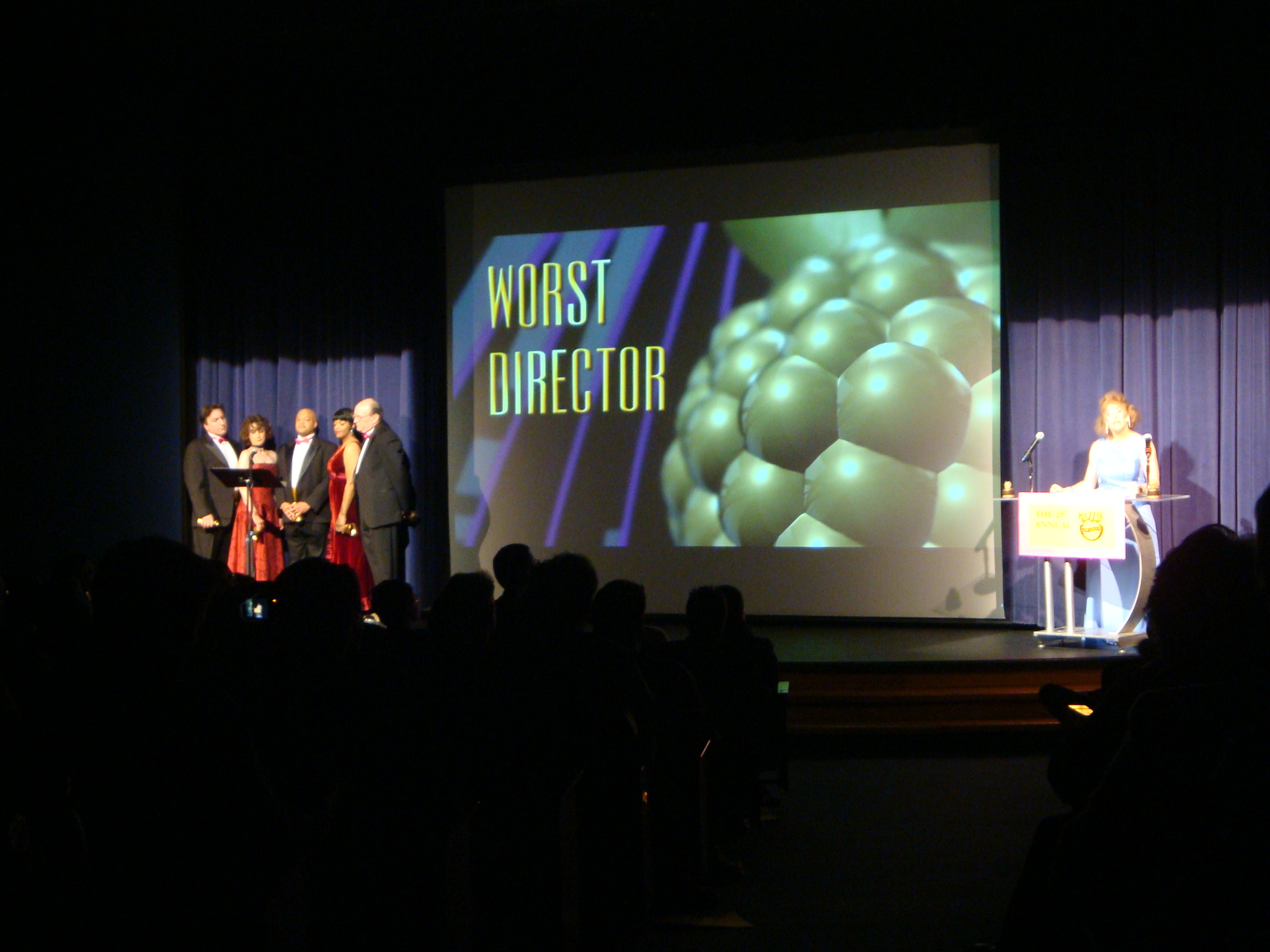
L'annuncio del Razzie Award al peggior regista del 2008

La 29ª edizione dei Razzie Awards si è svolta il 21 febbraio 2009 all'interno del Barnsdall Gallery Theatre di Hollywood, per premiare i peggiori film dell'anno 2008. Le candidature erano state annunciate esattamente un mese prima, il 21 gennaio, il giorno prima delle candidature ai Premi Oscar 2009. Love Guru è stato il maggiore vincitore del 2008, con tre premi, incluso il peggior film.
Il film del 2008 più premiato è stato Love Guru, con sette nomination inclusa quella per il peggior film. Essa ne ha vinte in seguito tre, compresa quest'ultima. Uwe Boll ricevette un Razzie Award speciale per la peggior carriera, premio che non veniva assegnato dal 1987.

## Vincitori e candidati
Verranno di seguito indicati in grassetto i vincitori.
Ove ricorrente e disponibile, viene indicato il titolo in lingua italiana e quello in lingua originale tra parentesi.

### Peggior film
- Love Guru (The Love Guru), regia di Marco Schnabel
- Disaster Movie (Disaster Movie), diretto e co-prodotto da Jason Friedberg e Aaron Seltzer.
- 3ciento - Chi l'ha duro... la vince (Meet the Spartans), regia di Jason Friedberg e Aaron Seltzer
- E venne il giorno (The Happening), regia di M. Night Shyamalan
- The Hottie and the Nottie (The Hottie and the Nottie), regia di Tom Putnam
- In the Name of the King (In the Name of the King: A Dungeon Siege Tale), regia di Uwe Boll

### Peggior attore
- Mike Myers - Love Guru (The Love Guru)
- Larry the Cable Guy - Witless Protection (Witless Protection)
- Eddie Murphy - Piacere Dave (Meet Dave)
- Al Pacino - 88 minuti (88 Minutes), Sfida senza regole (Righteous Kill)
- Mark Wahlberg - E venne il giorno (The Happening), Max Payne (Max Payne)

### Peggior attrice
- Paris Hilton - The Hottie and the Nottie (The Hottie and the Nottie)
- Jessica Alba - The Eye (The Eye), Love Guru (The Love Guru)
- Cameron Diaz - Notte brava a Las Vegas (What Happens in Vegas)
- Kate Hudson - Tutti pazzi per l'oro (Fool's Gold), La ragazza del mio migliore amico (My Best Friend's Girl)
- Il cast di The Women (Annette Bening, Eva Mendes, Debra Messing, Jada Pinkett Smith e Meg Ryan) - The Women (The Women)

### Peggior attore non protagonista
- Pierce Brosnan - Mamma Mia! (Mamma Mia!)
- Uwe Boll - Postal (Postal)
- Ben Kingsley - Love Guru (The Love Guru), Fa' la cosa sbagliata (The Wackness), War, Inc. (War, Inc.)
- Burt Reynolds - Deal - Il re del poker (Deal), In the Name of the King (In the Name of the King: A Dungeon Siege Tale)
- Verne Troyer - Love Guru (The Love Guru), Postal (Postal)

### Peggior attrice non protagonista
- Paris Hilton - Repo! The Genetic Opera (Repo! The Genetic Opera)
- Carmen Electra - Disaster Movie (Disaster Movie), 3ciento - Chi l'ha duro... la vince (Meet the Spartans)
- Kim Kardashian - Disaster Movie (Disaster Movie)
- Jenny McCarthy - Witless Protection (Witless Protection)
- Leelee Sobieski - 88 minuti (88 Minutes), In the Name of the King (In the Name of the King: A Dungeon Siege Tale)

### Peggior coppia
- Paris Hilton e a scelta tra Christine Lakin o Joel Moore - The Hottie and the Nottie (The Hottie and the Nottie)
- Uwe Boll e qualsiasi attore, telecamera e sceneggiatura
- Cameron Diaz e Ashton Kutcher - Notte brava a Las Vegas (What Happens in Vegas)
- Larry the Cable Guy e Jenny McCarthy - Witless Protection (Witless Protection)
- Eddie Murphy ed Eddie Murphy - Piacere Dave (Meet Dave)

### Peggior regista
- Uwe Boll - Tunnel Rats (1968 Tunnel Rats), In the Name of the King (In the Name of the King: A Dungeon Siege Tale), Postal (Postal)
- Marco Schnabel - Love Guru (The Love Guru)
- Jason Friedberg - Disaster Movie (Disaster Movie), 3ciento - Chi l'ha duro... la vince (Meet the Spartans)
- Tom Putnam - The Hottie and the Nottie (The Hottie and the Nottie)
- M. Night Shyamalan - E venne il giorno (The Happening)

### Peggior sceneggiatura
- Mike Myers e Graham Gordy - Love Guru (The Love Guru)
- Jason Friedberg e Aaron Seltzer - Disaster Movie (Disaster Movie) e 3ciento - Chi l'ha duro... la vince (Meet the Spartans)
- M. Night Shyamalan - E venne il giorno (The Happening)
- Heidi Ferrer - The Hottie and the Nottie (The Hottie and the Nottie)
- Doug Taylor - In the Name of the King (In the Name of the King: A Dungeon Siege Tale)

### Peggior prequel, remake, rip-off o sequel
- Indiana Jones e il regno del teschio di cristallo (Indiana Jones and the Kingdom of the Crystal Skull), regia di Steven Spielberg
- Ultimatum alla Terra (The Day the Earth Stood Still), regia di Robert Wise
- Disaster Movie (Disaster Movie), 3ciento - Chi l'ha duro... la vince (Meet the Spartans), regia di Jason Friedberg e Aaron Seltzer
- Speed Racer (Speed Racer), regia di Andy Wachowski e Larry Wachowski
- Star Wars: The Clone Wars (Star Wars: The Clone Wars), regia di Dave Filoni

### Premio alla carriera
- Uwe Boll - La risposta tedesca di Ed Wood

## Statistiche vittorie/candidature
Premi vinti/candidature:
- 3/7 - Love Guru (The Love Guru)

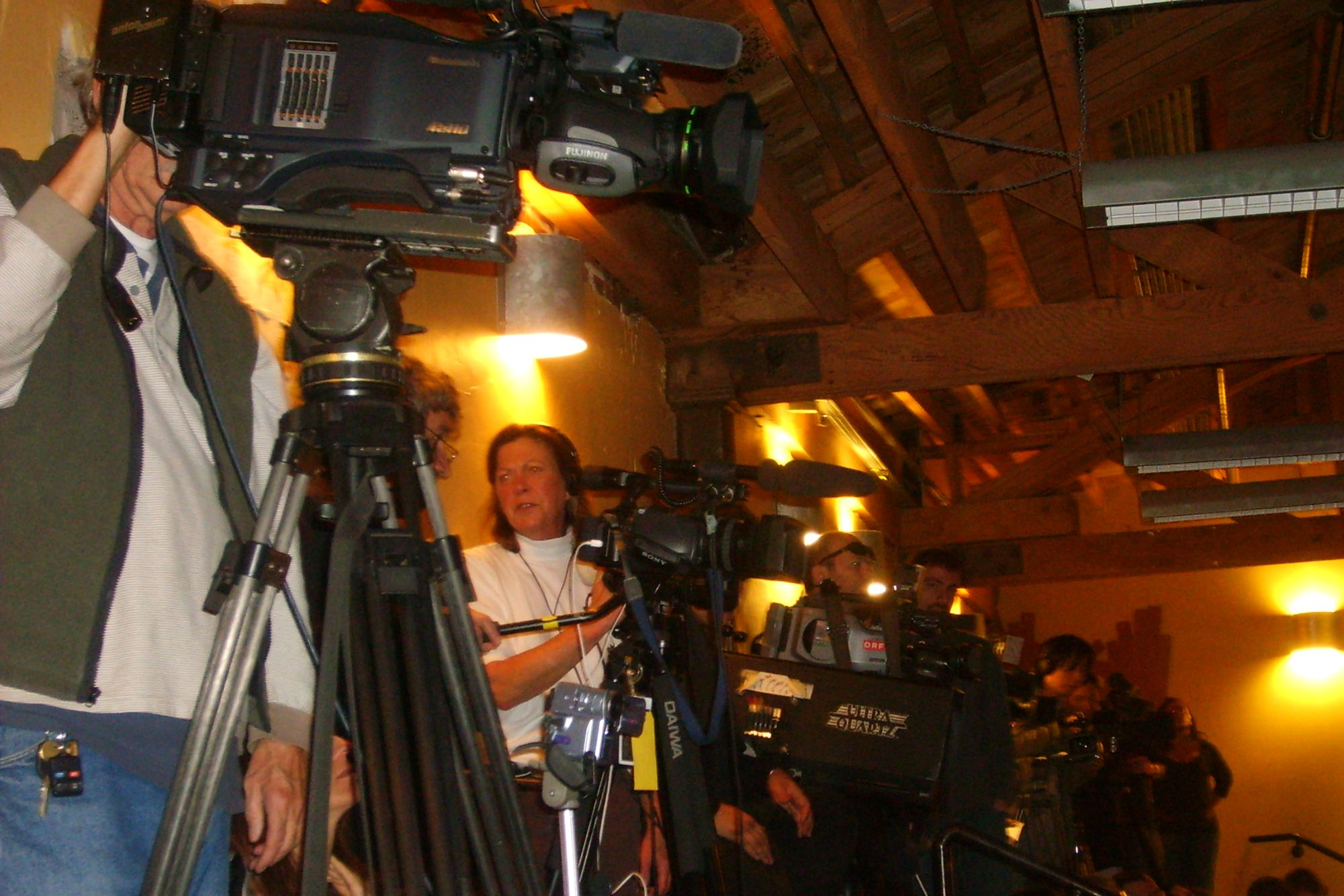
Il Razzie Awards 2008.

- 2/5 - The Hottie and the Nottie (The Hottie and the Nottie)
- 1/5 - In the Name of the King (In the Name of the King: A Dungeon Siege Tale)
- 1/3 - Postal (Postal)
- 1/1 - Mamma Mia! (Mamma Mia!)
- 1/1 - Repo! The Genetic Opera (Repo! The Genetic Opera)
- 1/1 - Tunnel Rats (1968 Tunnel Rats)
- 1/1 - Indiana Jones e il regno del teschio di cristallo (Indiana Jones and the Kingdom of the Crystal Skull)
- 0/6 - Disaster Movie (Disaster Movie)
- 0/5 - 3ciento - Chi l'ha duro... la vince (Meet the Spartans)
- 0/4 - E venne il giorno (The Happening)
- 0/3 - Witless Protection (Witless Protection)
- 0/2 - Piacere Dave (Meet Dave)
- 0/2 - 88 minuti (88 Minutes)
- 0/2 - Notte brava a Las Vegas (What Happens in Vegas)
- 0/1 - Sfida senza regole (Righteous Kill)
- 0/1 - Max Payne (Max Payne)
- 0/1 - The Eye (The Eye)
- 0/1 - Tutti pazzi per l'oro (Fool's Gold)
- 0/1 - La ragazza del mio migliore amico (My Best Friend's Girl)
- 0/1 - The Women (The Women)
- 0/1 - Fa' la cosa sbagliata (The Wackness)
- 0/1 - War, Inc. (War, Inc.)
- 0/1 - Deal - Il re del poker (Deal)
- 0/1 - Ultimatum alla Terra (The Day the Earth Stood Still)
- 0/1 - Speed Racer (Speed Racer)
- 0/1 - Star Wars: The Clone Wars (Star Wars: The Clone Wars)